# 옥구공원
옥구공원(玉鉤公園, Okgu Park)은 대한민국 경기도 시흥시에 있는 스포츠 시설 및 공원 시설이다. 인조잔디 필드와 탄성고무 트랙이 갖춰진 다목적 경기장이며 설치되어 있다. 공원 시설은 2000년에 준공되었고 스포츠 시설은 2004년에 준공되었다.

## 참고 문헌
- 〈옥구공원〉. 《한국향토문화전자대전》. 한국학중앙연구원.[깨진 링크(과거 내용 찾기)]
- 《전국 공공체육 시설 현황 (2017년말 기준)》. 대한민국 문화체육관광부. 2019.
- 《2019년 전국 공공체육시설 현황 (2018년말 기준)》. 대한민국 문화체육관광부. 2020.
- 《2023 전국 공공체육시설 현황 (2022년 12월말 기준)》. 대한민국 문화체육관광부. 2024.